# Ruta Nacional A007 (Argentina)
La Ruta Nacional A007 "Mar Argentino" o Avenida de Circunvalación de la ciudad de Santa Fe, Decreto N.º 2084/1980; recorre de norte a sur, por los valles de inundación de los ríos Salado y Paraná, circunvalando la ciudad de Santa Fe. 
Esta autopista tuvo que ser dinamitada en varias tramos para poder dejar escurrir las aguas del Salado durante la inundación de la ciudad de Santa Fe en abril de 2003, pues formaba una especie de olla y urgía deshacerse del agua.

## Gestión
Esta autopista carece de estaciones de peaje ya que se mantiene bajo el sistema modular.